# Јоханес Лудвиг
Јоханес Лудвиг (Зул, 14. фебруар 1986) је немачки репрезентативац у санкању. 
На Светском првенству 2013. освојио је бронзану медаљу, а 2012. и 2017. био је надомак медаље пошто је освоји четврто место. Са Немачком штафетом освојио је злато 2017. Са Европских првенстава имаја сребро из 2014, бронзу из 2013. и сребро у штафети 2010. На Олимпијским играма у Пјонгчангу 2018. остварио је највећи успех освајањем бронзане медаље у појединачној дисциплини, и злато са штафетом Немачке.